# Клейтон (Айдахо)
Клейтон (англ. Clayton) — місто в окрузі Кастер, штат Айдахо, США. Згідно з переписом 2010 року населення становило 7 осіб, що на 20 осіб менше, ніж 2000 року.

## Географія
Клейтон розташований за координатами 44°15′33″ пн. ш. 114°24′0″ зх. д. / 44.25917° пн. ш. 114.40000° зх. д. (44.259123, -114.399989).  За даними Бюро перепису населення США в 2010 році місто мало площу 0,03 км², уся площа — суходіл. В 2017 році площа становила 0,04 км², уся площа — суходіл.

## Демографія

### Перепис 2010 року
За даними перепису 2010 року, у місті проживало 7 осіб у 4 домогосподарствах у складі 2 родин. Густота населення становила 270,3 ос./км². Було 18 помешкань, середня густота яких становила 695,0/км². Расовий склад міста: 100,0% білих.
Із 4 домогосподарств 25,0% мали дітей віком до 18 років, які жили з батьками; 50,0% були подружжями, які жили разом; and 50,0% не були родинами. 50,0% домогосподарств складалися з однієї особи, у тому числі 25% віком 65 і більше років. У середньому на домогосподарство припадало 1,75 мешканця, а середній розмір родини становив 2,50 особи.
Середній вік жителів міста становив 57,5 року. Із них 14,3% були віком до 18 років; 0% — від 18 до 24; 28,6% від 25 до 44; 14,3% від 45 до 64 і 42,9% — 65 років або старші. Статевий склад населення: 57,1% — чоловіки і 42,9% — жінки.

### Перепис 2000 року
За даними перепису 2000 року, у місті проживало 27 осіб у 12 домогосподарствах у складі 6 родин. Густота населення становила 1 042,5 ос./км². There were 23 помешкання, середня густота яких становила 888,0/км². Расовий склад міста: 100,00% білих.
Із 12 домогосподарств 16,7% мали дітей віком до 18 років, які жили з батьками; 50,0% були подружжями, які жили разом; and 50,0% не були родинами. 33,3% домогосподарств складалися з однієї особи, у тому числі 8,3% віком 65 і більше років. У середньому на домогосподарство припадало 2,25 мешканця, а середній розмір родини становив 3,17 особи.
Віковий склад населення: 25,9% віком до 18 років, 3,7% від 18 до 24, 7,4% від 25 до 44, 51,9% від 45 до 64 і 11,1% років і старші. Середній вік жителів — 48 року. Статевий склад населення: 44,4 % — чоловіки і 55,6 % — жінки.
Середній дохід домогосподарств у місті становив $50 625, родин — $30 625. Середній дохід чоловіків становив $21 875 проти $28 750 у жінок. Дохід на душу населення в місті був $11 996. 15,8% населення перебували за межею бідності, включаючи жодного до 18 років і жодного від 65 і старших.